# Aster drobnokwiatowy
Aster drobnokwiatowy (Symphyotrichum tradescanti (L.) G.L. Nesom) – gatunek byliny z rodziny astrowatych. Jako gatunek rodzimy występuje w Ameryce Północnej – w północno-wschodniej części Stanów Zjednoczonych i we wschodniej Kanadzie. Jako gatunek introdukowany rośnie w Europie Środkowej – w Rumunii, Czechach, Słowacji, Polsce i Niemczech. W Polsce ma status gatunku już zadomowionego (kenofit), spotykany jest na rozproszonych stanowiskach niemal w całym kraju, zwłaszcza jednak w części południowo-wschodniej, brak go na północnym wschodzie.

## Nazewnictwo
Gatunek zaliczany był tradycyjnie do XX wieku do rodzaju aster jako Aster tradescantii. Z tego czasu zachowana jest nazwa zwyczajowa mimo przeklasyfikowania gatunku do rodzaju Symphyotrichum należącego do odmiennego podplemienia niż Aster. 

## Morfologia

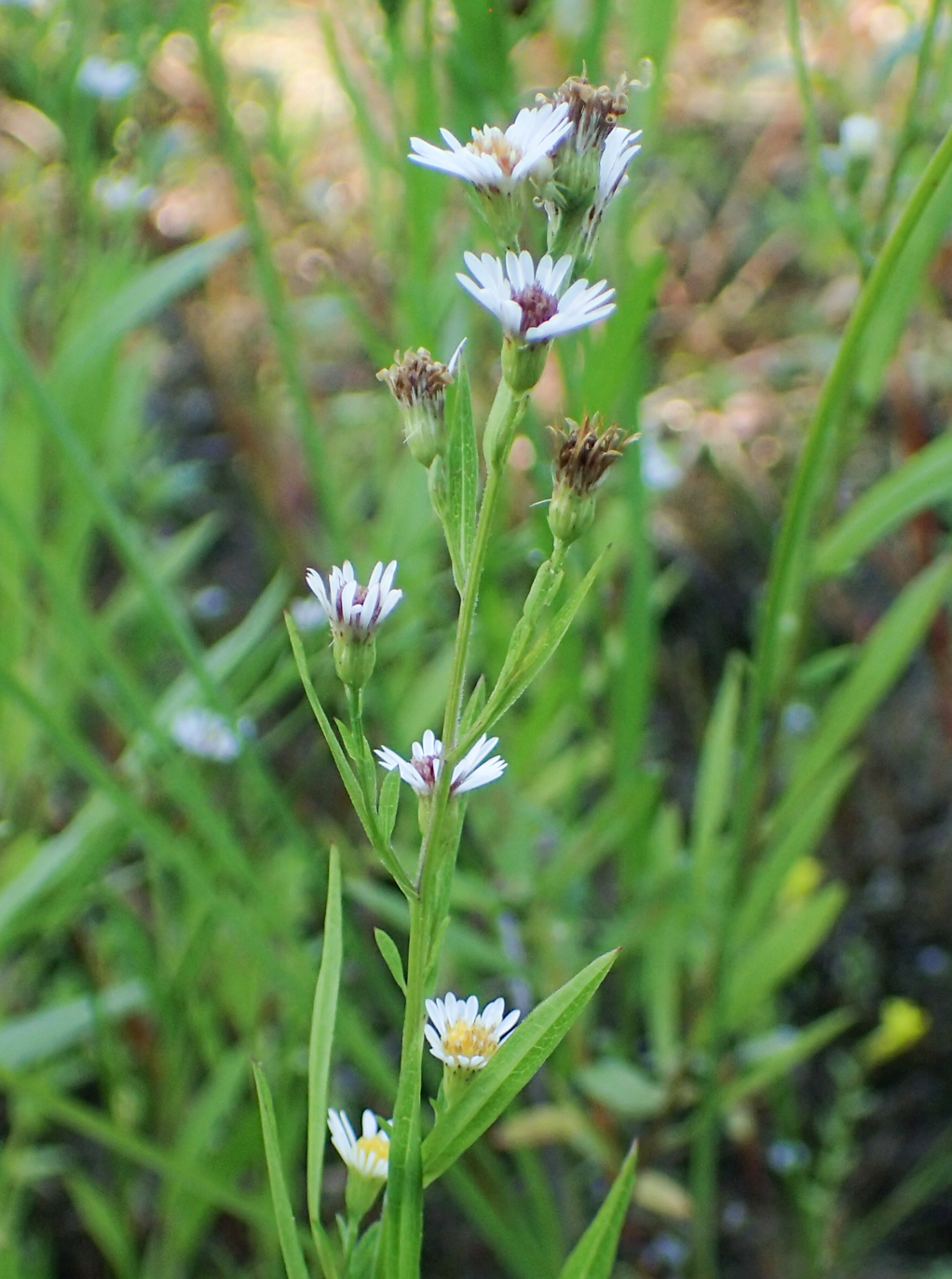
Kwiatostan

PokrójRoślina zielna z pełzającym kłączem, z którego wyrastają łodygi osiągające do 80 cm wysokości, w dolnej części nagie.
LiścieBez uszek u nasady lub z niewielkimi uszkami, nie obejmującymi łodygi. Blaszki równowąskie do lancetowatych, o szerokości do 1 cm.
KwiatyZebrane w koszyczki o średnicy 12–15 mm, te z kolei zebrane w szczytową wiechę. Kwiaty języczkowe białe. Okrywa wysokości 4–5 mm. Zewnętrzne listki okrywy krótsze od wewnętrznych.
Gatunki podobneOd innych północnoamerykańskich „astrów” dziczejących w Europie Środkowej (rozrastających się kłączowo, osiągających zwykle ponad 1 m wysokości i mających liczne koszyczki zebrane w wiechowate kwiatostany złożone) różni się mniejszą wysokością, zwykle białymi kwiatami języczkowatymi i liśćmi lancetowatymi do równowąskich o szerokości do 1 cm, pozbawionymi uszek obejmujących łodygę. Podobne liście bez uszek i zwykle białe kwiaty ma tylko aster lancetowaty Symphyotrichum lanceolatum, który jednak zwykle jest wyższy (osiąga do 150 cm wysokości), ma liście szersze (do 2 cm) i ma większe koszyczki (do 2, czasem 2,5 cm średnicy).

## Biologia i ekologia
Bylina, hemikryptofit. Rośnie nad rzekami. Kwitnie od sierpnia do września. Gatunek charakterystyczny związku Senecion fluviatilis. Liczba chromosomów 2n = 16, 32.